# Haute-Corse

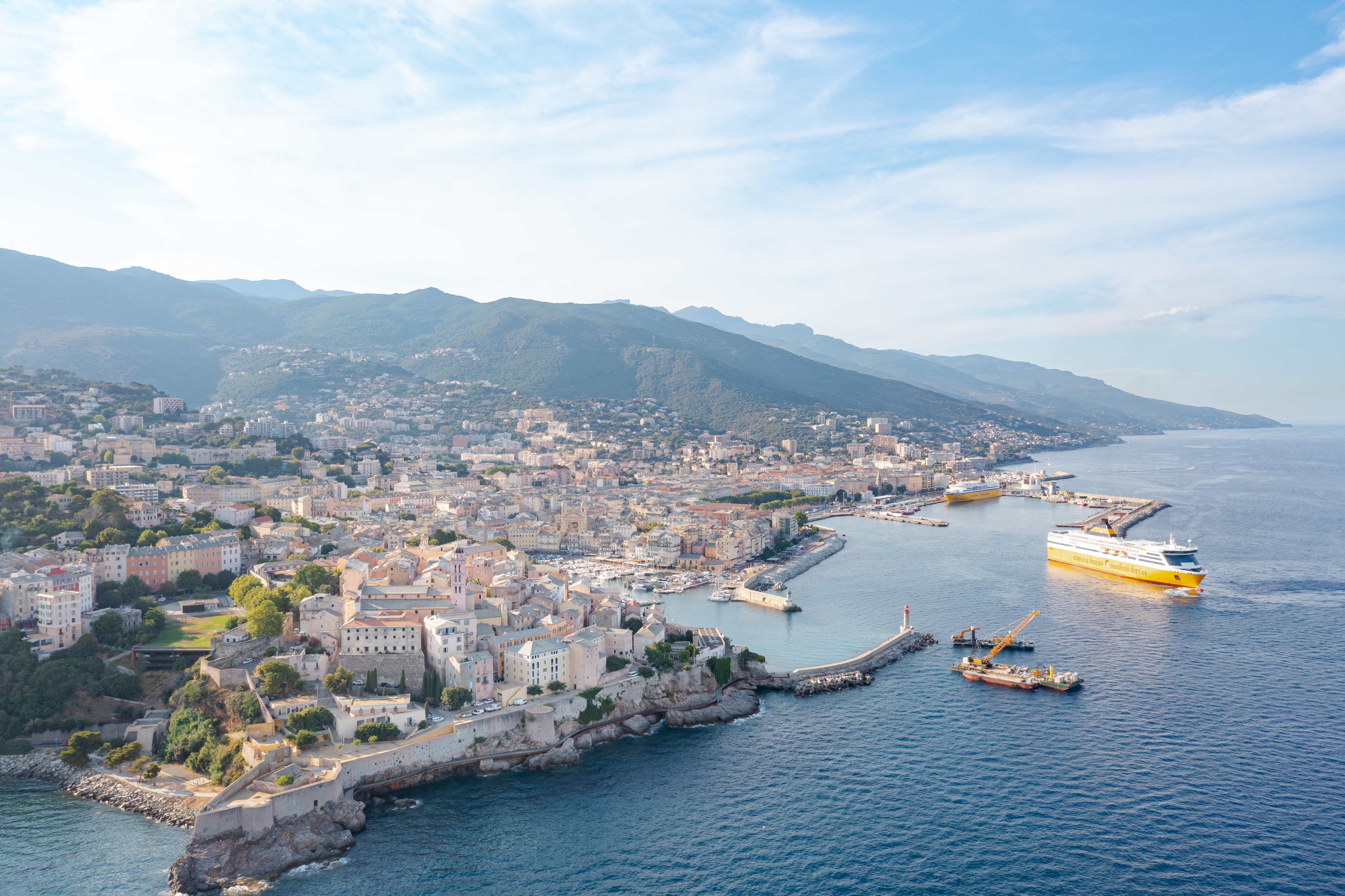
Berg och hav vid Haute-Corses huvudort Bastia, juli 2022.

Haute-Corse är ett franskt departement, som geografiskt motsvarar den norra delen av ön Korsika. Huvudort är Bastia.